# Mohave Valley
Mohave Valley (en llengua mohave 'amat' 'analy uuhwely) és una concentració de població designada pel cens del Comtat de Mohave a l'estat d'Arizona. Segons el cens del 2000 tenia 13.694 habitants.

## Demografia
Segons el cens del 2000, Mohave Valley tenia 13.694 habitants, 5.217 habitatges, i 3.850 famílies La densitat de població era de 116,8 habitants/km².
Dels 5.217 habitatges en un 29,6% hi vivien nens de menys de 18 anys, en un 59,4% hi vivien parelles casades, en un 9,1% dones solteres, i en un 26,2% no eren unitats familiars. En el 19% dels habitatges hi vivien persones soles el 8,1% de les quals corresponia a persones de 65 anys o més que vivien soles. El nombre mitjà de persones vivint en cada habitatge era de 2,61 i el nombre mitjà de persones que vivien en cada família era de 2,94.
Per edats la població es repartia de la següent manera: un 24,6% tenia menys de 18 anys, un 5,7% entre 18 i 24, un 25,8% entre 25 i 44, un 27,4% de 45 a 60 i un 16,5% 65 anys o més.
L'edat mediana era de 41 anys. Per cada 100 dones de 18 o més anys hi havia 100,9 homes.
La renda mediana per habitatge era de 34.321 $ i la renda mediana per família de 38.897 $. Els homes tenien una renda mediana de 29.719 $ mentre que les dones 21.271 $. La renda per capita de la població era de 16.287 $. Aproximadament el 7,9% de les famílies i l'11% de la població estaven per davall del llindar de pobresa.

## Poblacions properes
El següent diagrama mostra les poblacions més properes.